# Janji Manahan (Batang Onang)
Janji Manahan is een bestuurslaag in het regentschap Padang Lawas Utara van de provincie Noord-Sumatra, Indonesië. Janji Manahan telt 373 inwoners (volkstelling 2010).